# 다나카 코키
다나카 코키(일본어: 田中 聖, 1985년 11월 5일 ~ )는 일본의 가수, 배우, 작사가이다. 남성 아이돌 그룹 KAT-TUN의 전 멤버 이자 남성 아이돌 밴드 https://web.archive.org/web/20160304042639/https://inkt.asia/ 멤버이다. 가족은 동생 쟈니즈 사무소 소속 다나카 쥬리.

## 내력
치바 현 카시와 시 출신. 1998년 6월 20일, 쟈니즈 사무소에 입소. 오디션 응모의 이유는, 〈자신이 모르게, 어머니가 이력서를 보내, 영문을 모른채, 오디션에 갔다〉. 또, 〈사촌도 오디션에 가니 따라갔다 오라고 해 함께 오디션을 받았는데 사촌은 떨어지고 자신이 붙었다〉라고 말하고 있다.
2013년 9월 30일, 쟈니즈 사무소로부터 《거듭된 룰 위반 행위가 있었다》라며 전속 계약을 해제하고, KAT-TUN도 탈퇴하는 것이 되어, 타나카 본인은 〈향후도 탤런트 활동을 계속하고 싶다〉라고 하고 있다..
2014년 3월에 열린 제6회 오키나와 국제 영화제에서, 전속 계약 해제 이래 오랜만에 공적인 자리에 모습을 보였다.
https://web.archive.org/web/20160304042639/https://inkt.asia/

## 인물
- 5형제 중 차남. 남동생(4째) 다나카 쥬리는 쟈니즈 Jr.로서 활동하고 있다.
- 작사를 할 때의 명의는 〈JOKER〉.
- 토호쿠 지방 태평양 해역 지진 발생 후에, 과거 2006년에 《24시간 TV 〈사랑은 지구를 구한다〉》의 기획으로 방문했던 미야기 현 타카죠 시에, 프로그램에서 교류한 난치병 소년에게의 격려나 구호 물자 수송을 위해, 타나카 혼자서 사적으로 타카죠 시를 방문했다. 2017년 5월 24일 도쿄도 시부야구 길거리에서 마약(대마초)소지혐의로 체포[4].

## 출연

### 영화
- 컬러풀 (NHK 엔터프라이즈, 2000년) - 주연·코바야시 마코토 역
- 오오쿠~영원~［에몬노스케·츠나요시 편］ (2012년) - 케이쇼인 역
- 3분의 1 (2014년) - 코지마 카즈노리(코지) 역

### 드라마
- 천사가 사라진 거리 (2000년, 닛폰 TV)
- 마하 브이로쿠 Big 대작전! (2000년, 후지 TV)
- 에이지 (2000년, NHK) - 주연·타카하시 에이지 역
- 네버랜드 (2001년, TBS) - 이와츠키 시게히사 역
- 김전일 소년 사건부~흡혈귀 전설 살인 사건~ (2005년, 닛폰 TV) - 타카하시 역
- 마이☆보스 마이☆히어로 (2006년, 닛폰 TV) - 미나베 카즈야 역
- 단 하나의 사랑 (2006년, 닛폰 TV) - 쿠사노 조우 역
- 신춘 스페셜 드라마 〈백호대〉 (2007년, TV 아사히) - 시노다 키자부로 역
- 특급 타나카 3호 (2007년, TBS) - 타나카 이치로 역
- 필살 사업인 2009 (2009년, TV 아사히)
- 이혼 신드롬 (2010년, 닛폰 TV) - 코바야시 아키라 역
- 필살 사업인 2010 (2010년, TV 아사히)
- 필살 사업인 2012 (2012년, TV 아사히)
- 오오쿠~탄생［아리고토·이에미츠 편］ (2012년, TBS) - 케이쇼인 역
- 필살 사업인 2013 (2013년, TV 아사히)